# Марко Сімоновскі
Марко Сімоновскі (мак. Marko Simonovski, нар. 2 січня 1992, Скоп'є) — македонський футболіст, нападник.
Виступав, зокрема, за клуби «Металург» (Скоп'є), «Напредок» (Кичево), а також національну збірну Македонії.

## Клубна кар'єра
У дорослому футболі дебютував 2010 року виступами за команду клубу «Металург» (Скоп'є), в якій провів два сезони, взявши участь у 35 матчах чемпіонату.
Своєю грою за цю команду привернув увагу представників тренерського штабу клубу «Напредок» (Кичево), до складу якого приєднався 2012 року. Відіграв за клуб з Кичева наступний сезон своєї ігрової кар'єри.
2013 року повернувся до клубу «Металург» (Скоп'є). Цього разу провів у складі його команди один сезон. Більшість часу, проведеного у складі «Металурга», був основним гравцем атакувальної ланки команди. У складі «Металурга» був одним з головних бомбардирів команди, маючи середню результативність на рівні 0,34 голу за гру першості.
До складу клубу «Амкар» приєднався 2014 року. Відтоді встиг відіграти за пермську команду 4 матчі в національному чемпіонаті.

## Виступи за збірну
2012 року дебютував в офіційних матчах у складі національної збірної Македонії. Наразі провів у формі головної команди країни 3 матчі.

## Титули і досягнення
- Володар Кубка Македонії (1):

«Металург»: 2010-11